# 張泰開
張泰開（1689年—1774年），字履安，號有堂，晚號樂泉居士，江南常州府金匱縣（今屬無錫市）人。清朝政治人物。

## 生平
雍正十三年（1735年）举人，乾隆七年（1742年）进士，改庶吉士，命上書房行走，授編修，五遷禮部侍郎。乾隆十九年（1754年），國子監學錄缺員，泰開推舉同部侍郎鄒一桂子志伊任職，被高宗斥責為徇私，撤職，回任編修。次年，胡中藻案發，泰開曾經為其詩集作序，部議奪官治罪，高宗免其處分。乾隆二十二年（1757年），擢通政使，三遷左都御史。乾隆三十一年（1766年），授禮部尚書。次年，回任左都御史。乾隆三十三年（1768年），以年老乞休獲准，加太子少傅，高宗作詩為其踐行。
乾隆三十九年（1774年）卒，年八十六，諡文恪。《清史稿》有传。